# Besouro-viola
Besouro-viola, toca-viola ou besouro-guitarrista, é a denominação vernácula, em português, dada para diversas espécies de besouros brasileiros (insetos da ordem Coleoptera) pertencentes à família dos serra-paus (Cerambycidae); principalmente para a espécie Compsocerus violaceus (White, 1853), um frágil inseto com tufos negros em suas longas antenas, de corpo avermelhado e élitros em tons metálicos azulados ou esverdeados, geralmente avistado entre os meses de novembro a janeiro; muito similar a outras espécies da mesma família pertencentes a gêneros como Paromoeocerus Gounelle, 1910, Compsoceridius Bruch, 1908, Cosmisoma Audinet-Serville, 1834, Chaetosopus Napp & Martins, 1988, Atelopteryx Lacordaire, 1869, Parunxia Napp, 1977 e Unxia Thomson, 1860; além de espécies de seu próprio gênero: Compsocerus Audinet-Serville, 1834; tornando difícil a sua classificação científica pelo não-especialista em sua anatomia ou distribuição.

## Significado
A explicação do nome besouro-viola para a espécie Compsocerus violaceus pode estar ligada ao fato dele emitir um ruído, como guinchos curtos consecutivos, quando agarrado ou mantido dentro de uma mão fechada. De maneira jocosa as espécies desse grupo mimético, na Internet, ainda são chamadas besouro-pompom devido aos "pompons" negros em suas antenas.

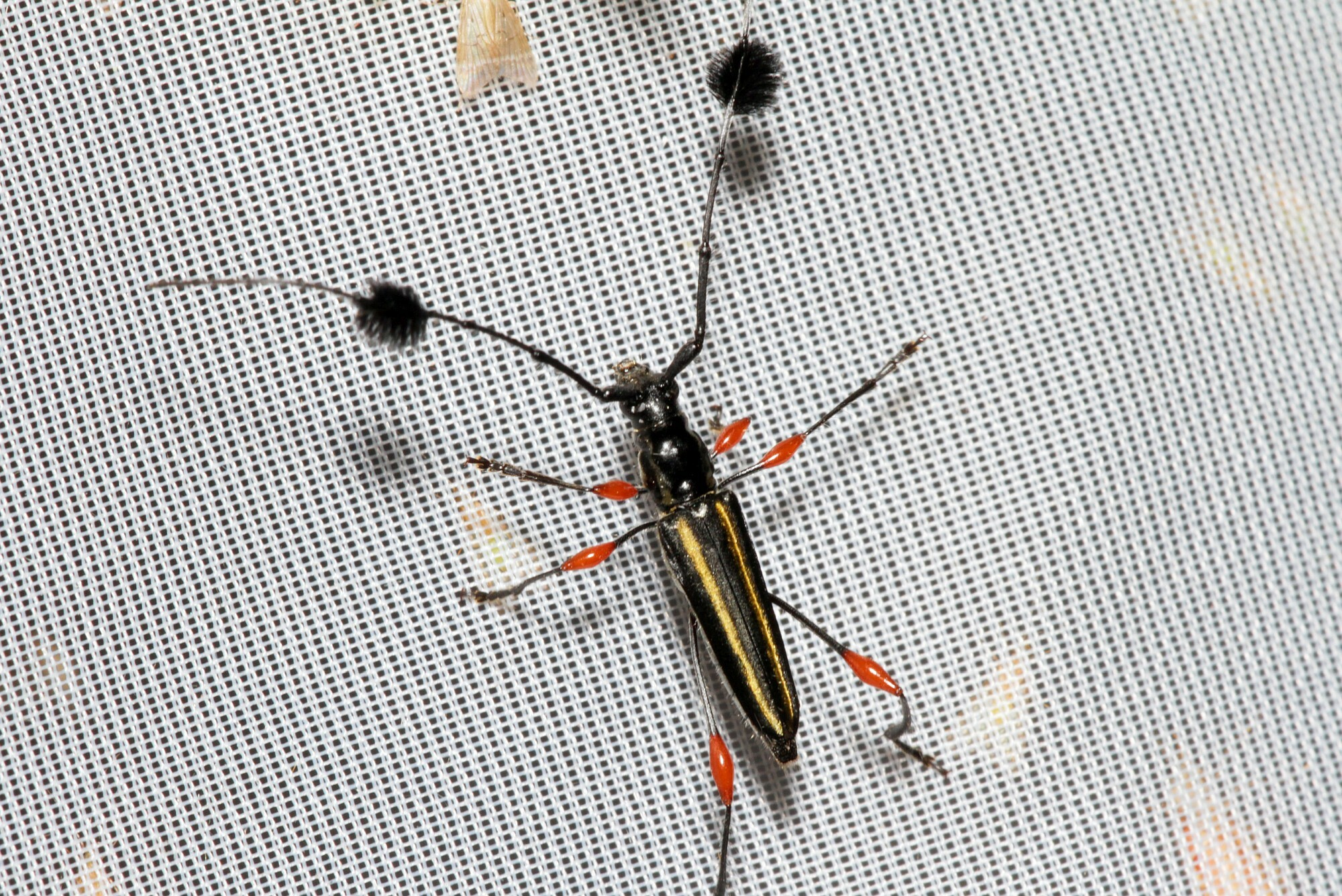
Nem todo besouro sul-americano com tufos negros em suas antenas é um besouro-viola devido à coloração não-metálica de seus élitros. Na imagem uma espécie do gênero Cosmisoma.